# Gediminas Žiemelis
Gediminas Žiemelis (* 4. April 1977) ist ein litauischer Geschäftsmann, Unternehmer und Unternehmensberater, der von Aviation Week & Space Technology zweimal unter die 40 talentiertesten jungen Branchenführer gewählt wurde. Derzeit ist er Vorstandsvorsitzender der Avia Solutions Group und ehemaliger Vorstandsvorsitzender von Vertas Management AB (ehemals ZIA Valda).
Im Dezember 2021 wurde Gediminas Ziemelis vom TOP Magazine als die Top 3 der reichsten Litauer des Jahres 2021 mit einem geschätzten Vermögen von 1,2 Milliarden Euro gelistet.

## Biografie
1999 schloss Gediminas Ziemelis die Technische Gediminas-Universität Vilnius mit einem Bachelor-Abschluss in Betriebswirtschaft ab. Im Jahr 2004 erhielt er nach Abschluss des Studiums an der Mykolas-Romeris-Universität den Master in Rechtswissenschaften.
Gediminas Ziemelis ist ein international bekannter Luftfahrtexperte, der zweimal als einer der talentiertesten jungen Führungskräfte der globalen Luft- und Raumfahrtindustrie unter 40 Jahren ausgezeichnet wurde. Gediminas Ziemelis wurde mit den European Business Awards ausgezeichnet und erhielt für seine visionäre Inspiration und seinen innovativen Ansatz zur Geschäftsentwicklung während seiner Führung der Avia Solutions Group den nationalen Meisterpreis in der Kategorie Unternehmertum.
Während seiner Karriere führte er drei Unternehmen zum Börsengang, unterstützte und beriet chinesische Banken: Gesamtwert der Transaktionen in der GUS-Region – mehr als 2 Milliarden US-Dollar, leitete ein Expertenteam in einer erfolgreichen Arbeitssitzung zur Gründung eines Joint Ventures mit der Provinz Henan und China Aviation Agency: Deal im Wert von 900 Millionen USD, mehr als 10 erfolgreiche Startups wie: Locatory.com, Laserpas.com, Skycop.com, AviationCV.com usw.
Gediminas Ziemelis ist auch Gastdozent an der Universität Vilnius, der Technische Gediminas-Universität Vilnius sowie bei Wirtschaftskonferenzen in Litauen und weltweit. Er ist auch Sponsor verschiedener Sport-, Bildungs-, Freiwilligen- und Wohltätigkeitsprojekte.

## Karriere
- 1999–2001 – Stellvertretender Manager des Vindication-Sektors in der Abteilung für problematische Vermögenswerte und Vindication der litauischen Sparkasse (derzeit bekannt als Swedbank)
- 2001–2005 – der CEO von Zvilgsnis is Arciau UAB (derzeit bekannt als Creditinfo Group)
- 2002–2006 – der CEO von ZIA Valda
- 2006–2014 – Business Development Director bei ZIA Valda
- 2012–2014 – Vorstandsvorsitzender von AviaAM Leasing
- 2010–2017 – Mitglied des Aufsichtsrats der Agrowill-Gruppe (derzeit AUGA-Gruppe)
- Seit 2009 – Vorstandsvorsitzender und Business Development Director der Avia Solutions Group
- 2008–2020 – Vorstandsvorsitzender von Vertas Management AB (ehemals ZIA Valda).

## Unternehmen
Gediminas Ziemelis ist in den Bereichen Luftfahrt, Immobilienverwaltung, Duty-Free-Einzelhandel, Pharmazie, Gastgewerbe, Flugzeugfinanzierung, IT usw. tätig.
Im Zeitraum 2010–2013 führte Gediminas Ziemelis als Vorstandsvorsitzender aller Unternehmen den Börsengang von drei Unternehmen durch – Avia Solutions Group, AviaAM Leasing und Agrowill Group (derzeit AUGA Group). Obwohl der Börsengang der Aktien der Avia Solutions Group im Jahr 2010 geplant war, wurde das Angebot aufgrund unbefriedigender Aktienkurse verschoben. Ein Jahr später ging die Avia Solutions Group schließlich an die Börse. Das Unternehmen wurde 2011 zu einem der besten Debütanten der Warschauer Börse gewählt, während es 2013 mit dem Polnischen Wirtschaftspreis in der Kategorie „Anstieg des Aktienkurses des litauischen Unternehmens an der Warschauer Börse“ ausgezeichnet wurde Börsengang von AviaAM Leasing – 2013 wurde eine Leasing-, Akquisitions- und Verkaufsgesellschaft für Flugzeuge gegründet. Das Angebot war jedoch nach Ansicht einiger Experten nicht sehr erfolgreich, da das Unternehmen doppelt so viel Geld wie geplant einwerben konnte.

### Luftfahrt
Im Zeitraum 2014–2016 leitete Gediminas Ziemelis als Vorstandsvorsitzender die Avia Solutions Group bei der Durchführung mehrerer Großprojekte – Singapur zusammen mit seiner Tochtergesellschaft BAA Training Bau des modernen 8500 m² großen Flugzeugwartungshangars in Kaunas Gründung des Reiseveranstalters KIDY Tour und des UAV-Dienstleisters Laserpas.
Im Jahr 2015 beteiligte sich die Avia Solutions Group in Zusammenarbeit mit BAA Training und der Kazimieras Simonavicius University an einem Projekt zur Gründung und Entwicklung des AeroTraining-Clusters in der Nähe des Internationalen Flughafens Vilnius. Der Cluster wird eine Ausbildungsstätte für Luftfahrtspezialisten sowie ein Hotel in unmittelbarer Nähe des Flughafens für Piloten und andere Branchenfachleute umfassen.
Im Jahr 2016 eröffnete die Tochtergesellschaft der Avia Solutions Group, FL Technics, ihren dritten MRO-Hangar am internationalen Flughafen Soekarno-Hatta, Jakarta, Indonesien, während Helisota Wartungsarbeiten an Airbus-Hubschraubern einschließlich HC120, HC135, HC145 (ЕС120, ЕС135, ЕС145) und BGS ist ein strategischer Partner der International Air Transport Association (IATA) geworden.
Darüber hinaus wuchsen die Gruppe und ihre Tochtergesellschaften im Jahr 2016 unter der Führung von Gediminas Ziemelis weiter, da AviationCV.com zur meistbesuchten Jobsuchplattform in der Luftfahrt geworden ist. KlasJet fügte das dritte Flugzeug hinzu – Hawker 800XP seine Flotte, Kidy Tour seine Operationen nach Estland.
Im Jahr 2017 führte Gediminas Ziemelis BGS zu einer Expansion in einen neuen Markt – Tschechien, während KlasJet seiner Flotte den ersten Schmalrumpf-Businessjet hinzufügte – Boeing 737 Diamond Hangar am Flughafen London Stansted.
Die Avia Solutions Group hat derzeit über 100 Tochtergesellschaften, darunter folgende Unternehmen: Baltic Ground Services (BGS), Locatory.com, BAA Training, AviationCV.com, KlasJet, Helisota, Kidy Tour, Jet Maintenance Solutions, Loop, FL Technics und seine Einheiten: FL Technics Engine Services, FL Technics Logistics Solutions, Storm Aviation, Chevron Technical Services, FlashLine Maintenance, Wright International, FL ARI, FL Technics Indonesia.
Im Juni 2019 schloss die Avia Solutions Group eine Vereinbarung zum Erwerb der britischen Chapman Freeborn Group und im Juli unterzeichnete die Gruppe eine Joint-Venture-Vereinbarung über 60 Millionen US-Dollar zur Errichtung eines neuen Schulungszentrums in der Stadt Zhengzhou, Provinz Henan (China). Partnerschaft mit Henan Civil Aviation Development and Investment Company (HNCA).
Im Jahr 2020 erwarb die Avia Solutions Group unter der Führung von Gediminas Ziemelis das Bodenabfertigungs- und Betankungsunternehmen Aviator, den Fracht- und Charterbetreiber BlueBird Nordic, die Mehrzweckarena Avia Solutions Group Arena und den größten Ticketverteiler in Litauen – Tiketa. Darüber hinaus trat das Unternehmen der American Chamber of Commerce in Litauen bei.
Im September 2021 gab die Avia Solutions Group, deren Mehrheitsaktionär Gediminas Ziemelis ist, den Eintritt in eine strategische Partnerschaft mit Certares Management LLC über eine 300-Millionen-Euro-Investition bekannt.
Immobilie
Als Vorstandsvorsitzender von Vertas Management (ehemals ZIA Valda) führte Gediminas das Unternehmen durch zahlreiche Investitions-, Akquisitions- und Entwicklungsprojekte, darunter Zverynas Lofts, Smolensko Business Center, Zveryno verslo fabrikas. Darüber hinaus verwaltet Vertas Management (ehemals ZIA Valda) über VA Reals auch über 20 000 m² gepachtetes Land.
Im Jahr 2020 begann der Bau der zweiten Repräsentanz der Avia Solutions Group in Vilnius.
Zollfrei
Im Jahr 2014 engagierten sich ZIA Valda und Gediminas Ziemelis im Duty-Free-Geschäft, indem sie den internationalen Duty-Free-Betreiber Globus Distribution gründeten. Das Unternehmen betreibt ein breites Netz von Einzelhandelsgeschäften an verschiedenen Luft-, Straßen- und Eisenbahngrenzübergängen in der Ukraine und Litauen.
Apotheke
Im Jahr 2012 engagierte sich Gediminas Ziemelis zusammen mit ZIA Valda im Pharmageschäft und beteiligte sich aktiv an der Gründung von NatiVita – einem internationalen Forschungs- und Produktionsunternehmen, das innovative Medikamente zur Krebsbehandlung entwickelt und herstellt.
Im Jahr 2017 gründete er die Pharmaholding Pharnasanta Group. Derzeit besteht die Apothekengruppe aus NatiVita, einem internationalen Forschungs- und Produktionsunternehmen, das innovative Generika herstellt, Ilsanta, einem Pharmaunternehmen, das medizinische Geräte und Ausrüstung vertreibt, dem Logistikunternehmen NTV Logistics und einer estnischen Klinik 4.
Im Jahr 2021 wurde die Pharnasanta-Gruppe zur Pharmasanta-Gruppe.
ES
Im Jahr 2017 hat Gediminas Ziemelis aktiv an der Schaffung einer internationalen Plattform für das Management von Flugansprüchen Skycop.com mitgewirkt. SKYCOP wurde Anfang Sommer 2017 gestartet.

## Philanthropie
Gediminas Ziemelis unterstützte den Basketballverein „Vytautas“ aus Prienai-Birštonas und die Basketballspieler Ball Brothers. Diese Unterstützung half, US-Basketballspieler, die Brüder LiAngelo und LaMelo Ball, für das Team zu gewinnen.
Gediminas Ziemelis ist einer der Hauptsponsoren des ältesten litauischen Basketballvereins „Zalgiris“. G. Ziemelis unterstützt den Verein nicht nur finanziell, sondern unterstützt auch „Zalgiris“ durch die Bereitstellung eines Business-Class-Flugzeugs „Boeing 737“, mit dem die Spieler zu den Wettbewerben reisen können. Das exklusive Business-Class-Flugzeug mit 56 Sitzplätzen wurde speziell für große Basketballspieler entwickelt, um ihre Reisen komfortabler und weniger anstrengend zu gestalten.
Er ist einer der Hauptsponsoren der Wohltätigkeitsveranstaltung Extend your hand to kindness 2015 sowie einer der wichtigsten Unterstützer der Wohltätigkeitsgruppe Rimantas Kaukenas. Im Jahr 2012 gründete Rimantas Kaukenas, der Verteidiger der litauischen Basketballnationalmannschaft, die Wohltätigkeits- und Selbsthilfegruppe „Rimantas Kaukenas‘ Selbsthilfegruppe“. Das Hauptziel der Gruppe ist es, Kindern mit onkologischen Erkrankungen durch die moralische und finanzielle Unterstützung der Kinder und ihrer Familien zu helfen.

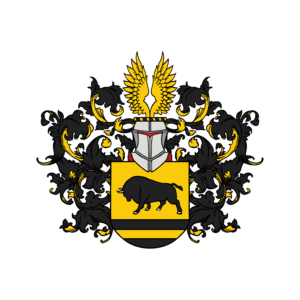
Wappen der Familie Gediminas Ziemelis

## Wappen
Das Wappen ist seit dem Mittelalter Tradition und Statussymbol in Europa. Das Design ist für jeden Einzelnen einzigartig und soll die Errungenschaften der Person, des Staates oder sogar des Unternehmens darstellen. Ziemelis Wappen ist das erste in der Familie. Es steht für finanziellen Reichtum, Tapferkeit und Großmut. Die Hörner des Stiers symbolisieren Stärke und Stärke. Dieses Wappen wurde entworfen, um eine bedeutungsvolle Tradition zu markieren und der ganzen Familie Mut, Tatkraft und finanziellen Wohlstand zu wünschen.
Beschreibung des Wappens: Das Herzstück hebt einen schwarzen Stier mit silbernen Hörnern und Hufen hervor, der auf einem goldenen Feld steht. In der unteren schwarzen Tafel befindet sich ein goldenes Band und über dem Schild ein spitzer Stahlhelm mit einem schwarz-goldenen Umhang. Die Helmverzierung hat zwei goldene Flügel und eine zweifarbige schwarz-goldene Krawatte.
Validierung: Das Wappen der Familie Gediminas Ziemelis wurde am 7. Mai 2019 genehmigt. Es wurde im LGHD-Registerzentrum für persönliche Wappen, Register-Nr. 34.